# سیارک ۵۲۰۰۵
سیارک ۵۲۰۰۵ (به انگلیسی: 52005 Maik، نامگذاری:2002CL13) پنجاه و دو هزار و پنجمین سیارک کشف شده‌است که در ۸ فوریه ۲۰۰۲ کشف شد.